# Eau Morte
Die Eau Morte ist ein kleiner Fluss in Frankreich, der im Département Haute-Savoie in der Region Auvergne-Rhône-Alpes verläuft. Sie entspringt im Bauges-Gebirge, in der Nähe des Col de l’Alpettaz, unter dem Namen Ruisseau de l’Alpettaz, im südöstlichen Gemeindegebiet von Faverges-Seythenex. Der Fluss entwässert generell in nordwestlicher Richtung durch den Regionalen Naturpark Massif des Bauges und ändert dabei mehrfach seinen Namen. 
Unterhalb von Doussard erreicht er das Feuchtgebiet Reserve naturelle nationale Bout du Lac d’Annecy, das auch als Natura 2000-Zone ausgewiesen ist, und mündet nach insgesamt rund 18 Kilometern in den Lac d’Annecy.

## Bezeichnung des Flusses
Der Fluss ändert in seinem Verlauf mehrfach den Namen:
- Ruisseau de l’Alpettaz
- Ruisseau des Combes
- Nant Debout
- Glière
- Eau Morte

## Orte am Fluss
(Reihenfolge in Fließrichtung)
- Combes, Gemeinde Faverges-Seythenex
- Tertenoz, Gemeinde Faverges-Seythenex
- Frontenex, Gemeinde Faverges-Seythenex
- Faverges, Gemeinde Faverges-Seythenex
- Giez
- Doussard
- Verthier, Gemeinde Doussard

## Sehenswürdigkeiten
- Pont sur l’Eau Morte, alte Brücke über den Fluss im Ort Verthier – Monument historique[6]